# 老婆結婚了
《老婆結婚了》（韓語：아내가 결혼했다），是一部2008年上映的韓國電影。翻拍自第二屆世界文學獎作家朴賢旭同名暢銷小說，一個女人不顧已婚的身分宣言要再結婚一次，同時擁有兩個丈夫，享齊人之福。

## 劇情介紹
德勳下班回家偶然遇見了仁雅。一年前，德勳就對在同公司上班的仁雅有好感，但還來不及說上幾句話，仁雅就離開公司了，這次重逢讓德勳夢寐以求的約會終於實現了。仁雅擁有嬌媚的外貌，德勳和她有著共同的足球話題，在征服了愛好自由奔放的仁雅，兩人展開交往後，卻開始過著每天拿著電話的戰戰兢兢生活。
後來對和別的男人發生關係卻還理直氣壯的仁雅提出分手，但是對德勳而言，要忘記仁雅並非不簡單。在這狀況下，德勳在世界盃聲援加油時向仁雅求婚，並順利結了婚。但是某天老婆又提出和別人結婚的宣言...。

## 演員陣容
- 孫藝真 飾 周仁雅
- 金柱赫 飾 盧德勳
- 朱相昱 飾 韓在慶
- 金炳春
- 千成勳
- 尹英傑
- 吳友靜
- 李智秀
- 宋喜順
- 權成民
- 崔元宏
- 梁靜雅

## 外部連結
- NAVER電影 （页面存档备份，存于）
- 韓國觀光公社（中文）
- 開眼電影網-我的花心老婆（中文）
- 互联网电影数据库（IMDb）上《老婆結婚了》的资料（英文）